# Sadik Al-Hassan
Sadik Adam Al-Hassan est un homme politique du parti travailliste britannique et un pharmacien. Il est député de North Somerset depuis 2024. Il remporte le siège face à Liam Fox, un conservateur.

## Jeunesse et carrière
Le père d'Al-Hassan arrive en Grande-Bretagne dans les années 1970. Al-Hassan étudie à l'Université de Bath. Il est directeur de magasin chez Boots à Wirral pendant trois ans et travaille chez Well Pharmacy pendant plus de sept ans en tant que directeur des opérations régionales et directeur de succursale. Au moment de son élection, il travaille à Cribbs Causeway en tant que pharmacien en chef du site en ligne PillTime, qui compte environ 200 000 patients dans tout le Royaume-Uni,.

## Carrière politique
Al-Hassan est 6e sur la liste des candidats travaillistes pour la région du sud-ouest de l'Angleterre aux élections du Parlement européen de 2019 et n'est pas élu.
Il est choisi comme candidat du Parti travailliste pour le North Somerset aux élections générales de 2024 et se présente sur une plateforme de reconstruction du NHS. Il exprime également son inquiétude face à la fermeture des pharmacies dans la région. Il bat le candidat sortant du Parti conservateur Liam Fox, qui a été député de la région (North Somserset et auparavant Woodspring) pendant trois décennies.